# Список птахів Мавританії
Це перелік видів птахів, зафіксованих на території Мавританії. Авіфауна Мавританії налічує загалом 577 видів, з яких 1 був інтродукований людьми, а 24 види перебувають під загрозою глобального вимирання.

## Позначки
Наступні теги використані для виділення деяких категорій птахів.
- (А) Випадковий — вид, який рідко або випадково трапляється в Мавританії
- (I) Інтродукований — вид, завезений до Мавританії як наслідок, прямих чи непрямих дій людських дій

## Страусоподібні(Struthioniformes)
Родина: Страусові (Struthionidae)
- Страус африканський, Struthio camelus

## Гусеподібні(Anseriformes)
Родина: Качкові (Anatidae)
- Свистач білоголовий, Dendrocygna viduata
- Свистач рудий, Dendrocygna bicolor
- Стромярка, Thalassornis leuconotus (A)
- Гуска білолоба, Anser albifrons (A)
- Казарка чорна, Branta bernicla (A)
- Качка шишкодзьоба, Sarkidiornis melanotos
- Каргарка нільська, Alopochen aegyptiacus
- Огар рудий, Tadorna ferruginea (A)
- Галагаз звичайний, Tadorna tadorna
- Шпорокрил, Plectropterus gambensis
- Чирянка-крихітка африканська, Nettapus auritus
- Чирянка велика, Spatula querquedula
- Широконіска північна, Spatula clypeata
- Нерозень, Mareca strepera (A)
- Свищ євразійський, Mareca penelope
- Крижень звичайний, Anas platyrhynchos
- Шилохвіст північний, Anas acuta
- Чирянка мала, Anas crecca
- Чирянка вузькодзьоба, Marmaronetta angustirostris (A)
- Попелюх звичайний, Aythya ferina
- Чернь білоока, Aythya nyroca
- Чернь чубата, Aythya fuligula
- Синьга, Melanitta nigra (A)

## Куроподібні(Galliformes)
Родина: Цесаркові (Numididae)
- Цесарка рогата, Numida meleagris

Родина: Токрові (Odontophoridae)
- Куріпка скельна, Ptilopachus petrosus

Родина: Фазанові (Phasianidae)
- Перепілка звичайна, Coturnix coturnix
- Кеклик берберійський, Alectoris barbara
- Турач двошпоровий, Pternistis bicalcaratus
- Турач вохристоголовий, Campocolinus coqui (A)

## Фламінгоподібні(Phoenicopteriformes)
Родина: Фламінгові (Phoenicopteridae)
- Фламінго рожевий, Phoenicopterus roseus
- Фламінго малий, Phoenicopterus minor

## Пірникозоподібні(Podicipediformes)
Родина: Пірникозові (Podicipedidae)
- Пірникоза мала, Tachybaptus ruficollis
- Пірникоза чорношия, Podiceps nigricollis' (A)

## Голубоподібні(Columbiformes)
Родина: Голубові (Columbidae)
- Голуб сизий, Columba livia
- Голуб цяткований, Columba guinea
- Припутень, Columba palumbus (A)
- Горлиця звичайна, Streptopelia turtur
- Горлиця садова, Streptopelia decaocto
- Streptopelia roseogrisea
- Streptopelia decipiens
- Streptopelia semitorquata
- Streptopelia vinacea
- Горлиця мала, Streptopelia senegalensis
- Горлиця абісинська, Turtur abyssinicus
- Горлиця капська, Oena capensis
- Вінаго жовточеревий, Treron waalia

## Рябкоподібні(Pterocliformes)
Родина: Рябкові (Pteroclidae)
- Рябок пустельний, Pterocles exustus
- Рябок сенегальський, Pterocles senegallus
- Рябок рудоголовий, Pterocles coronatus
- Рябок абісинський, Pterocles lichtensteinii
- Рябок суданський, Pterocles quadricinctus

## Дрохвоподібні(Otidiformes)
Родина: Дрохвові (Otididae)
- Дрохва аравійська, Ardeotis arabs
- Джек, Chlamydotis undulata
- Дрохва кафрська, Neotis denhami
- Дрохва нубійська, Neotis nuba
- Корхаан білочеревий, Eupodotis senegalensis
- Дрохва сахелева, Lophotis savilei
- Дрохва чорночерева, Lissotis melanogaster (A)

## Туракоподібні(Musophagiformes)
Родина: Туракові (Musophagidae)
- Галасник сенегальський, Crinifer piscator

## Зозулеподібні(Cuculiformes)
Родина: Зозулеві (Cuculidae)
- Коукал сенегальський, Centropus senegalensis
- Зозуля чубата, Clamator glandarius
- Зозуля африканська, Clamator levaillantii
- Зозуля строката, Clamator jacobinus
- Дідрик білощокий, Chrysococcyx caprius
- Дідрик білочеревий, Chrysococcyx klaas
- Зозуля саванова, Cuculus gularis
- Зозуля звичайна, Cuculus canorus

## Дрімлюгоподібні(Caprimulgiformes)
Родина: Дрімлюгові (Caprimulgidae)
- Дрімлюга-прапорокрил камерунський, Caprimulgus longipennis
- Дрімлюга іспанський, Caprimulgus ruficollis
- Дрімлюга звичайний, Caprimulgus europaeus
- Дрімлюга буланий, Caprimulgus aegyptius
- Дрімлюга золотистий, Caprimulgus eximius (A)
- Дрімлюга блідий, Caprimulgus inornatus
- Дрімлюга польовий, Caprimulgus climacurus

## Серпокрильцеподібні(Apodiformes)
Родина: Серпокрильцеві (Apodidae)
- Серпокрилець білочеревий, Apus melba (A)
- Серпокрилець чорний, Apus apus
- Серпокрилець канарський, Apus unicolor (A)
- Серпокрилець блідий, Apus pallidus
- Серпокрилець малий, Apus affinis
- Серпокрилець білогузий, Apus caffer (A)
- Серпокрилець пальмовий, Cypsiurus parvus

## Журавлеподібні(Gruiformes)
Родина: Пастушкові (Rallidae)
- Пастушок водяний, Rallus aquaticus (A)
- Деркач лучний, Crex crex
- Деркач африканський, Crex egregia (A)
- Погонич звичайний, Porzana porzana
- Курочка водяна, Gallinula chloropus
- Лиска звичайна, Fulica atra
- Султанка африканська, Porphyrio alleni
- Султанка зеленоспинна, Porphyrio madagascariensis
- Багновик африканський, Zapornia flavirostra
- Погонич малий, Zapornia parva
- Погонич-крихітка, Zapornia pusilla

Родина: Журавлеві (Gruidae)
- Журавель-вінценос північний, Balearica pavonina
- Журавель сірий, Grus grus (A)

## Сивкоподібні(Charadriiformes)
Родина: Лежневі (Burhinidae)
- Лежень степовий, Burhinus oedicnemus
- Лежень річковий, Burhinus senegalensis
- Лежень плямистий, Burhinus capensis

Родина: Pluvianidae
- Бігунець єгипетський, Pluvianus aegyptius

Родина: Чоботарові (Recurvirostridae)
- Кулик-довгоніг чорнокрилий, Himantopus himantopus
- Чоботар синьоногий, Recurvirostra avosetta

Родина: Куликосорокові (Haematopodidae)
- Кулик-сорока євразійський, Haematopus ostralegus

Родина: Сивкові (Charadriidae)
- Сивка морська, Pluvialis squatarola
- Сивка звичайна, Pluvialis apricaria
- Сивка американська, Pluvialis dominica (A)
- Чайка чубата, Vanellus vanellus
- Чайка шпорова, Vanellus spinosus
- Чайка чорночуба, Vanellus tectus
- Чайка вусата, Vanellus albiceps
- Чайка сенегальська, Vanellus senegallus
- Чайка рудогруда, Vanellus superciliosus (A)
- Пісочник каспійський, Charadrius asiaticus (A)
- Пісочник-пастух, Charadrius pecuarius
- Пісочник морський, Charadrius alexandrinus
- Пісочник великий, Charadrius hiaticula
- Пісочник малий, Charadrius dubius
- Пісочник білолобий, Charadrius marginatus (A)
- Хрустан євразійський, Charadrius morinellus (A)

Родина: Мальованцеві (Rostratulidae)
- Мальованець афро-азійський, Rostratula benghalensis

Родина: Яканові (Jacanidae)
- Якана африканська, Actophilornis africanus

Родина: Баранцеві (Scolopacidae)
- Бартрамія, Bartramia longicauda (A)
- Кульон середній, Numenius phaeopus
- Кульон великий, Numenius arquata
- Грицик малий, Limosa lapponica
- Грицик великий, Limosa limosa
- Крем'яшник звичайний, Arenaria interpres
- Побережник ісландський, Calidris canutus
- Брижач, Calidris pugnax
- Побережник болотяний, Calidris falcinellus (A)
- Побережник гострохвостий, Calidris acuminata (A)
- Побережник червоногрудий, Calidris ferruginea
- Побережник білохвостий, Calidris temminckii
- Побережник білий, Calidris alba
- Побережник чорногрудий, Calidris alpina
- Побережник морський, Calidris maritima (A)
- Побережник канадський, Calidris bairdii (A)
- Побережник малий, Calidris minuta
- Побережник арктичний, Calidris melanotos (A)
- Побережник тундровий, Calidris pusilla (A)
- Баранець малий, Lymnocryptes minimus
- Баранець великий, Gallinago media
- Баранець звичайний, Gallinago gallinago
- Мородунка, Xenus cinereus (A)
- Плавунець круглодзьобий, Phalaropus lobatus (A)
- Плавунець плоскодзьобий, Phalaropus fulicarius
- Набережник палеарктичний, Actitis hypoleucos
- Коловодник лісовий, Tringa ochropus
- Tringa erythropus
- Коловодник великий, Tringa nebularia
- Коловодник жовтоногий, Tringa flavipes (A)
- Коловодник ставковий, Tringa stagnatilis
- Коловодник болотяний, Tringa glareola
- Коловодник звичайний, Tringa totanus

Родина: Триперсткові (Turnicidae)
- Триперстка африканська, Turnix sylvaticus
- Триперстка-крихітка, Ortyxelos meiffrenii

Родина: Дерихвостові (Glareolidae)
- Бігунець пустельний, Cursorius cursor
- Бігунець малий, Cursorius temminckii
- Бігунець червононогий, Rhinoptilus chalcopterus
- Дерихвіст лучний, Glareola pratincola

Родина: Поморникові (Stercorariidae)
- Поморник великий, Stercorarius skua
- Поморник середній, Stercorarius pomarinus
- Поморник короткохвостий, Stercorarius parasiticus
- Поморник довгохвостий, Stercorarius longicaudus (A)

Родина: Алькові (Alcidae)
- Кайра тонкодзьоба, Uria aalge (A)
- Гагарка мала, Alca torda (A)

Родина: Мартинові (Laridae)
- Мартин трипалий, Rissa tridactyla
- Мартин вилохвостий, Xema sabini
- Мартин тонкодзьобий, Chroicocephalus genei
- Мартин канадський, Chroicocephalus philadelphia (A)
- Мартин сіроголовий, Chroicocephalus cirrocephalus
- Мартин звичайний, Chroicocephalus ridibundus
- Мартин малий, Hydrocoloeus minutus
- Leucophaeus atricilla (A)
- Мартин ставковий, Leucophaeus pipixcan (A)
- Мартин середземноморський, Ichthyaetus melanocephalus
- Мартин сіроногий, Ichthyaetus audouinii
- Мартин сизий, Larus canus
- Мартин делаверський, Larus delawarensis (A)
- Larus michahellis
- Мартин жовтоногий, Larus cachinnans
- Мартин чорнокрилий, Larus fuscus
- Мартин морський, Larus marinus (A)
- Мартин домініканський, Larus dominicanus (A)
- Крячок строкатий, Onychoprion fuscatus
- Крячок бурокрилий, Onychoprion anaethetus
- Крячок малий, Sternula albifrons
- Крячок чорнодзьобий, Gelochelidon nilotica
- Крячок каспійський, Hydroprogne caspia
- Крячок чорний, Chlidonias niger
- Крячок білокрилий, Chlidonias leucopterus
- Крячок білощокий, Chlidonias hybrida
- Крячок рожевий, Sterna dougallii
- Крячок річковий, Sterna hirundo
- Крячок полярний, Sterna paradisaea
- Крячок африканський, Thalasseus albididorsalis
- Крячок рябодзьобий, Thalasseus sandvicensis
- Крячок бенгальський, Thalasseus bengalensis
- Водоріз африканський, Rynchops flavirostris

## Фаетоноподібні(Phaethontiformes)
Родина: Фаетонові (Phaethontidae)
- Фаетон червонодзьобий, Phaethon aethereus (A)

## Буревісникоподібні(Procellariiformes)
Родина: Океанникові (Oceanitidae)
- Океанник Вільсона, Oceanites oceanicus
- Океанник білобровий, Pelagodroma marina

Родина: Качуркові (Hydrobatidae)
- Качурка морська, Hydrobates pelagicus
- Качурка північна, Hydrobates leucorhous
- Качурка вилохвоста, Hydrobates monorhis (A)
- Качурка мадерійська, Oceanodroma castro

Родина: Буревісникові (Procellariidae)
- Тайфунник мадерійський, Pterodroma madeira
- Тайфунник азорський, Pterodroma feae
- Бульверія тонкодзьоба, Bulweria bulwerii
- Буревісник атлантичний, Calonectris borealis
- Буревісник великий, Ardenna gravis
- Буревісник сивий, Ardenna griseus (A)
- Буревісник малий, Puffinus puffinus (A)
- Буревісник східний, Puffinus yelkouan (A)
- Буревісник балеарський, Puffinus mauretanicus

## Лелекоподібні(Ciconiiformes)
Родина: Лелекові (Ciconiidae)
- Лелека-молюскоїд африканський, Anastomus lamelligerus (A)
- Лелека чорний, Ciconia nigra
- Лелека африканський, Ciconia abdimii
- Лелека тропічний, Ciconia microscelis (A)
- Лелека білий, Ciconia ciconia
- Ябіру сенегальський, Ephippiorhynchus senegalensis (A)
- Марабу африканський, Leptoptilos crumenifer
- Лелека-тантал африканський, Mycteria ibis

## Сулоподібні(Suliformes)
Родина: Фрегатові (Fregatidae)
- Фрегат карибський, Fregata magnificens (A)

Родина: Сулові (Sulidae)
- Сула білочерева, Sula leucogaster
- Сула атлантична, Morus bassanus

Родина: Змієшийкові (Anhingidae)
- Змієшийка африканська, Anhinga rufa

Родина: Бакланові (Phalacrocoracidae)
- Баклан африканський, Microcarbo africanus
- Баклан великий, Phalacrocorax carbo

## Пеліканоподібні(Pelecaniformes)
Родина: Пеліканові (Pelecanidae)
- Пелікан рожевий, Pelecanus onocrotalus
- Пелікан африканський, Pelecanus rufescens

Родина: Молотоголовові (Scopidae)
- Молотоголов, Scopus umbretta

Родина: Чаплеві (Ardeidae)
- Бугай водяний, Botaurus stellaris (A)
- Бугайчик звичайний, Ixobrychus minutus
- Бугайчик африканський, Ixobrychus sturmii
- Бушля смугаста, Tigriornis leucolophus (A)
- Чапля сіра, Ardea cinerea
- Чапля чорноголова, Ardea melanocephala
- Чапля-велетень, Ardea goliath
- Чапля руда, Ardea purpurea
- Чепура велика, Ardea alba
- Чепура середня, Ardea intermedia
- Чепура мала, Egretta garzetta
- Чапля рифова, Egretta gularis
- Чепура чорна, Egretta ardesiaca (A)
- Чапля єгипетська, Bubulcus ibis
- Чапля жовта, Ardeola ralloides
- Чапля мангрова, Butorides striata
- Квак звичайний, Nycticorax nycticorax
- Квак білобокий, Gorsachius leuconotus (A)

Родина: Ібісові (Threskiornithidae)
- Коровайка бура, Plegadis falcinellus
- Ібіс священний, Threskiornis aethiopicus
- Ібіс-лисоголов марокканський, Geronticus eremita
- Гагедаш, Bostrychia hagedash
- Косар білий, Platalea leucorodia
- Косар африканський, Platalea alba

## Яструбоподібні(Accipitriformes)
Родина: Секретарові (Sagittariidae)
- Птах-секретар, Sagittarius serpentarius

Родина: Скопові (Pandionidae)
- Скопа, Pandion haliaetus

Родина: Яструбові (Accipitridae)
- Шуліка чорноплечий, Elanus caeruleus
- Шуліка вилохвостий, Chelictinia riocourii
- Polyboroides typus
- Ягнятник, Gypaetus barbatus (A)
- Стерв'ятник, Neophron percnopterus
- Осоїд євразійський, Pernis apivorus
- Гриф білоголовий, Trigonoceps occipitalis
- Гриф чорний, Aegypius monachus (A)
- Гриф африканський, Torgos tracheliotos
- Стерв'ятник бурий, Necrosyrtes monachus
- Gyps africanus
- Сип плямистий, Gyps rueppelli
- Сип білоголовий, Gyps fulvus
- Terathopius ecaudatus
- Змієїд блакитноногий, Circaetus gallicus
- Circaetus beaudouini
- Circaetus cinereus
- Орел-боєць, Polemaetus bellicosus
- Орел довгочубий, Lophaetus occipitalis
- Орел білоголовий, Hieraaetus wahlbergi
- Орел-карлик, Hieraaetus pennatus
- Орел рудий, Aquila rapax
- Беркут, Aquila chrysaetos
- Орел кафрський, Aquila verreauxii
- Орел-карлик яструбиний, Aquila fasciata
- Aquila spilogaster
- Яструб-крикун темний, Melierax metabates
- Габар, Micronisus gabar
- Канюк африканський, Butastur rufipennis
- Лунь очеретяний, Circus aeruginosus
- Лунь польовий, Circus cyaneus
- Лунь степовий, Circus macrourus
- Лунь лучний, Circus pygargus
- Яструб туркестанський, Accipiter badius
- Яструб сенегальський, Accipiter erythropus
- Яструб малий, Accipiter nisus
- Шуліка рудий, Milvus milvus (A)
- Шуліка чорний, Milvus migrans
- Орлан-крикун, Haliaeetus vocifer
- Канюк звичайний, Buteo buteo
- Канюк степовий, Buteo rufinus
- Buteo auguralis

## Совоподібні(Strigiformes)
Родина: Сипухові (Tytonidae)
- Сипуха крапчаста, Tyto alba

Родина: Совові (Strigidae)
- Сплюшка євразійська, Otus scops
- Сплюшка африканська, Otus senegalensis
- Сплюшка сіра, Ptilopsis leucotis
- Пугач пустельний, Bubo ascalaphus
- Пугач сірий, Bubo cinerascens
- Пугач блідий, Bubo lacteus
- Сичик-горобець савановий, Glaucidium perlatum
- Сич хатній, Athene noctua
- Сова болотяна, Asio flammeus

## Чепігоподібні(Coliiformes)
Родина: Чепігові (Coliidae)
- Паяро синьошиїй, Urocolius macrourus

## Bucerotiformes
Родина: Одудові (Upupidae)
- Одуд, Upupa epops

Родина: Слотнякові (Phoeniculidae)
- Слотняк пурпуровий, Phoeniculus purpureus
- Ірисор чорний, Rhinopomastus aterrimus

Родина: Кромкачні (Bucorvinae)
- Кромкач абісинський, Bucorvus abyssinicus

Родина: Птахи-носороги (Bucerotidae)
- Токо плямистодзьобий, Lophoceros nasutus
- Токо західний, Tockus kempi

## Сиворакшоподібні(Coraciiformes)
Родина: Рибалочкові (Alcedinidae)
- Рибалочка блакитний, Alcedo atthis
- Рибалочка діадемовий, Corythornis cristatus
- Рибалочка-крихітка синьоголовий, Ispidina picta
- Альціон сіроголовий, Halcyon leucocephala
- Альціон сенегальський, Halcyon senegalensis
- Альціон блакитний, Halcyon malimbica (A)
- Альціон малий, Halcyon chelicuti
- Рибалочка-чубань африканський, Megaceryle maximus
- Рибалочка строкатий, Ceryle rudis

Родина: Бджолоїдкові (Meropidae)
- Бджолоїдка червоногорла, Merops bulocki
- Бджолоїдка карликова, Merops pusillus
- Бджолоїдка вилохвоста, Merops hirundineus (A)
- Бджолоїдка білогорла, Merops albicollis
- Merops viridissimus
- Бджолоїдка зелена, Merops persicus
- Бджолоїдка звичайна, Merops apiaster
- Бджолоїдка малинова, Merops nubicus

Родина: Сиворакшові (Coraciidae)
- Сиворакша євразійська, Coracias garrulus
- Сиворакша абісинська, Coracias abyssinica
- Сиворакша білоброва, Coracias naevia
- Сиворакша світлоголова, Coracias cyanogaster (A)
- Широкорот африканський, Eurystomus glaucurus (A)

## Дятлоподібні(Piciformes)
Родина: Лібійні (Lybiidae)
- Барбудо жовтогорлий, Trachyphonus margaritatus
- Барбіон жовтолобий, Pogoniulus chrysoconus
- Лібія світлокрила, Lybius vieilloti
- Лібія жовтоока, Lybius dubius

Родина: Воскоїдові (Indicatoridae)
- Воскоїд малий, Indicator minor
- Воскоїд великий, Indicator indicator

Родина: Дятлові (Picidae)
- Крутиголовка звичайна, Jynx torquilla
- Дятел сірий, Dendropicos elachus
- Дятел сірощокий, Dendropicos fuscescens
- Дятел бурокрилий, Dendropicos obsoletus
- Дятел сірошиїй, Dendropicos goertae
- Дятлик жовтогрудий, Campethera punctuligera
- Дятлик золотохвостий, Campethera abingoni

## Соколоподібні(Falconiformes)
Родина: Соколові (Falconidae)
- Боривітер степовий, Falco naumanni
- Боривітер звичайний, Falco tinnunculus
- Боривітер рудий, Falco alopex
- Боривітер сірий, Falco ardosiaceus
- Турумті, Falco chicquera
- Кібчик червононогий, Falco vespertinus
- Підсоколик Елеонори, Falco eleonorae (A)
- Підсоколик малий, Falco columbarius (A)
- Підсоколик великий, Falco subbuteo
- Підсоколик африканський, Falco cuvierii
- Ланер, Falco biarmicus
- Балабан, Falco cherrug
- Сапсан, Falco peregrinus

## Папугоподібні(Psittaciformes)
Родина: Psittaculidae
- Папуга Крамера, Psittacula krameri

Родина: Папугові (Psittacidae)
- Папуга-довгокрил сенегальський, Poicephalus senegalus

## Горобцеподібні(Passeriformes)
Родина: Личинкоїдові (Campephagidae)
- Личинкоїд червоноплечий, Campephaga phoenicea (A)

Родина: Вивільгові (Oriolidae)
- Вивільга звичайна, Oriolus oriolus
- Вивільга золота, Oriolus auratus (A)

Родина: Прирітникові (Platysteiridae)
- Приріт сенегальський, Batis senegalensis

Родина: Вангові (Vangidae)
- Багадаїс білочубий, Prionops plumatus

Родина: Гладіаторові (Malaconotidae)
- Брубру, Nilaus afer
- Кубла північна, Dryoscopus gambensis
- Чагра велика, Tchagra senegala
- Гонолек червоний, Laniarius barbarus

Родина: Дронгові (Dicruridae)
- Дронго савановий, Dicrurus divaricatus

Родина: Монархові (Monarchidae)
- Монарх-довгохвіст африканський, Terpsiphone viridis

Родина: Сорокопудові (Laniidae)
- Сорокопуд терновий, Lanius collurio
- Lanius phoenicuroides
- Сорокопуд рудохвостий, Lanius isabellinus (A)
- Сорокопуд сірий, Lanius excubitor
- Сорокопуд чорнолобий, Lanius minor (A)
- Сорокопуд чорноплечий, Lanius excubitoroides (A)
- Lanius humeralis
- Сорокопуд білолобий, Lanius nubicus
- Сорокопуд червоноголовий, Lanius senator
- Сорокопуд жовтодзьобий, Corvinella corvina

Родина: Воронові (Corvidae)
- Сорока мавританська, Pica mauritanica
- Піакпіак, Ptilostomus afer
- Галка звичайна, Corvus monedula (A)
- Крук строкатий, Corvus albus
- Крук пустельний, Corvus ruficollis

Родина: Синицеві (Paridae)
- Синиця білоплеча, Melaniparus guineensis

Родина: Ремезові (Remizidae)
- Ремез сахелевий, Anthoscopus punctifrons
- Ремез жовтий, Anthoscopus parvulus

Родина: Жайворонкові (Alaudidae)
- Пікір великий, Alaemon alaudipes
- Жайворонок товстодзьобий, Ramphocoris clotbey (A)
- Жайворонок вохристий, Ammomanes cinctura
- Жайворонок пустельний, Ammomanes deserti
- Жервінчик білощокий, Eremopterix leucotis
- Жервінчик білолобий, Eremopterix nigriceps
- Фірлюк коричневий, Mirafra rufocinnamomea
- Фірлюк кордофанський, Mirafra cordofanica
- Фірлюк чагарниковий, Mirafra cantillans
- Жайворонок близькосхідний, Eremophila bilopha
- Жайворонок малий, Calandrella brachydactyla
- Eremalauda dunni
- Жайворонок сірий, Alaudala rufescens
- Жайворонок польовий, Alauda arvensis (A)
- Посмітюха короткопала, Galerida theklae
- Посмітюха звичайна, Galerida cristata
- Посмітюха довгодзьоба, Galerida macrorhyncha

Родина: Macrosphenidae
- Кромбек північний, Sylvietta brachyura
- Очеретянка вусата, Melocichla mentalis (A)

Родина: Тамікові (Cisticolidae)
- Жовтобрюшка світлоброва, Eremomela icteropygialis
- Жовтобрюшка сенегальська, Eremomela pusilla
- Цвіркач сіробокий, Camaroptera brevicaudata
- Принія мала, Spiloptila clamans
- Принія африканська, Prinia subflava
- Принія річкова, Prinia fluviatilis (A)
- Таміка бура, Cisticola aberrans
- Таміка західна, Cisticola marginatus
- Таміка строката, Cisticola natalensis
- Таміка віялохвоста, Cisticola juncidis
- Таміка пустельна, Cisticola aridulus

Родина: Очеретянкові (Acrocephalidae)
- Берестянка бліда, Iduna pallida
- Берестянка західна, Iduna opaca
- Берестянка багатоголоса, Hippolais polyglotta
- Берестянка звичайна, Hippolais icterina (A)
- Очеретянка прудка, Acrocephalus paludicola
- Очеретянка лучна, Acrocephalus schoenobaenus
- Очеретянка чагарникова, Acrocephalus palustris (A)
- Очеретянка ставкова, Acrocephalus scirpaceus
- Очеретянка африканська, Acrocephalus baeticatus
- Очеретянка бура, Acrocephalus rufescens
- Очеретянка велика, Acrocephalus arundinaceus

Родина: Кобилочкові (Locustellidae)
- Кобилочка солов'їна, Locustella luscinioides
- Кобилочка-цвіркун, Locustella naevia

Родина: Ластівкові (Hirundinidae)
- Ластівка мала, Riparia paludicola
- Ластівка берегова, Riparia riparia
- Ластівка скельна, Ptyonoprogne rupestris (A)
- Ластівка афро-азійська, Ptyonoprogne fuligula
- Ластівка сільська, Hirundo rustica
- Ластівка червоновола, Hirundo lucida
- Ластівка ниткохвоста, Hirundo smithii
- Ластівка даурська, Cecropis daurica
- Ластівка абісинська, Cecropis abyssinica (A)
- Ластівка сенегальська, Cecropis senegalensis
- Ластівка міська, Delichon urbicum

Родина: Бюльбюлеві (Pycnonotidae)
- Бюльбюль темноголовий, Pycnonotus barbatus

Родина: Вівчарикові (Phylloscopidae)
- Вівчарик жовтобровий, Phylloscopus sibilatrix
- Вівчарик світлочеревий, Phylloscopus bonelli
- Вівчарик лісовий, Phylloscopus inornatus (A)
- Вівчарик весняний, Phylloscopus trochilus
- Вівчарик-ковалик, Phylloscopus collybita
- Вівчарик іберійський, Phylloscopus ibericus

Родина: Вертункові (Scotocercidae)
- Вертунка, Scotocerca inquieta (A)

Родина: Кропив'янкові (Sylviidae)
- Кропив'янка чорноголова, Sylvia atricapilla
- Кропив'янка садова, Sylvia borin
- Кропив'янка африканська, Curruca deserti
- Кропив'янка прудка, Sylvia curruca
- Кропив'янка співоча, Curruca hortensis
- Кропив'янка берберійська, Curruca iberiae
- Кропив'янка червоновола, Sylvia cantillans
- Кропив'янка південноєвропейська, Curruca subalpina (A)
- Кропив'янка середземноморська, Sylvia melanocephala
- Кропив'янка сіра, Sylvia communis
- Кропив'янка піренейська, Curruca conspicillata (A)

Родина: Окулярникові (Zosteropidae)
- Окулярник сенегальський, Zosterops senegalensis

Родина: Leiothrichidae
- Кратеропа сахарська, Argya fulva
- Кратеропа саванова, Turdoides plebejus

Родина: Ґедзеїдові (Buphagidae)
- Ґедзеїд жовтодзьобий, Buphagus africanus

Родина: Шпакові (Sturnidae)
- Шпак звичайний, Sturnus vulgaris (A)
- Шпак-куцохвіст аметистовий, Cinnyricinclus leucogaster (A)
- Моріо західний, Onychognathus neumanni
- Мерл довгохвостий, Lamprotornis caudatus
- Мерл рудочеревий, Lamprotornis pulcher
- Мерл синьощокий, Lamprotornis chloropterus (A)
- Мерл зелений, Lamprotornis chalybaeus
- Мерл пурпуровий, Lamprotornis purpureus (A)

Родина: Дроздові (Turdidae)
- Дрізд співочий, Turdus philomelos
- Дрізд чорний, Turdus merula
- Дрізд гірський, Turdus torquatus (A)

Родина: Мухоловкові (Muscicapidae)
- Мухоловка сіра, Muscicapa striata
- Мухоловка болотяна, Muscicapa aquatica
- Мухарка чорна, Melaenornis edolioides
- Альзакола чорна, Cercotrichas podobe
- Соловейко рудохвостий, Cercotrichas galactotes
- Золотокіс сіроголовий, Cossypha niveicapilla
- Вільшанка, Erithacus rubecula
- Соловейко західний, Luscinia megarhynchos
- Синьошийка, Luscinia svecica
- Мухоловка строката, Ficedula hypoleuca
- Горихвістка алжирська, Phoenicurus moussieri (A)
- Горихвістка звичайна, Phoenicurus phoenicurus
- Горихвістка чорна, Phoenicurus ochruros
- Скеляр строкатий, Monticola saxatilis
- Скеляр синій, Monticola solitarius
- Трав'янка лучна, Saxicola rubetra
- Трав'янка європейська, Saxicola rubicola
- Saxicola torquatus
- Камінчак рудочеревий, Thamnolaea cinnamomeiventris
- Смолярик бурий, Myrmecocichla aethiops
- Кам'янка звичайна, Oenanthe oenanthe
- Кам'янка африканська, Oenanthe seebohmi
- Кам'янка попеляста, Oenanthe isabellina
- Кам'янка брунатна, Oenanthe heuglinii (A)
- Кам'янка пустельна, Oenanthe deserti
- Кам'янка іспанська, Oenanthe hispanica (A)
- Кам'янка строката, Oenanthe melanoleuca
- Смолярик білолобий, Oenanthe albifrons (A)
- Кам'янка рудогуза, Oenanthe moesta
- Oenanthe familiaris
- Кам'янка білогуза, Oenanthe leucura
- Oenanthe leucopyga
- Oenanthe lugens (A)

Родина: Нектаркові (Nectariniidae)
- Саїманга західна, Hedydipna platura
- Нектарець червоноволий, Chalcomitra senegalensis
- Маріка-ельф, Cinnyris pulchellus
- Маріка міднобарвна, Cinnyris cupreus

Родина: Ткачикові (Ploceidae)
- Алекто білодзьобий, Bubalornis albirostris
- Магалі-вусань північний, Sporopipes frontalis
- Ткачик малий, Ploceus luteolus
- Ткачик акацієвий, Ploceus vitellinus
- Ткачик масковий, Ploceus heuglini
- Ткачик великий, Ploceus cucullatus
- Ткачик чорноголовий, Ploceus melanocephalus
- Квелія червонодзьоба, Quelea quelea
- Вайдаг червоний, Euplectes franciscanus
- Вайдаг чорнокрилий, Euplectes hordeaceus (A)
- Вайдаг золотистий, Euplectes afer

Родина: Астрильдові (Estrildidae)
- Астрильд золотощокий, Estrilda melpoda
- Астрильд сірий, Estrilda troglodytes
- Астрильд-метелик червонощокий, Uraeginthus bengalus
- Мельба строката, Pytilia melba
- Амарант червонодзьобий, Lagonosticta senegala
- Амадина червоногорла, Amadina fasciata
- Бенгалик золотогрудий, Amandava subflava (A)
- Луговик чорнощокий, Ortygospiza atricollis
- Сріблодзьоб чорногузий, Euodice cantans

Родина: Вдовичкові (Viduidae)
- Вдовичка білочерева, Vidua macroura
- Вдовичка сахелева, Vidua orientalis
- Вдовичка червононога, Vidua chalybeata

Родина: Горобцеві (Passeridae)
- Горобець хатній, Passer domesticus (I)
- Горобець сіроголовий, Passer griseus
- Горобець пустельний, Passer simplex
- Горобець жовтий, Passer luteus
- Горобець сахелевий, Gymnoris pyrgita
- Горобець малий, Gymnoris dentata

Родина: Плискові (Motacillidae)
- Плиска ефіопська, Motacilla clara (A)
- Плиска гірська, Motacilla cinerea'
- Плиска жовта, Motacilla flava
- Плиска біла, Motacilla alba
- Щеврик азійський, Anthus richardi (A)
- Щеврик довгодзьобий, Anthus similis (A)
- Щеврик польовий, Anthus campestris
- Щеврик-велет, Anthus leucophrys
- Щеврик лучний, Anthus pratensis
- Щеврик лісовий, Anthus trivialis
- Щеврик оливковий, Anthus hodgsoni (A)
- Щеврик червоногрудий, Anthus cervinus

Родина: В'юркові (Fringillidae)
- Зяблик звичайний, Fringilla coelebs (A)
- В'юрок, Fringilla montifringilla (A)
- Bucanetes githagineus
- Зеленяк звичайний, Chloris chloris (A)
- Щедрик білогузий, Crithagra leucopygia
- Щедрик жовтолобий, Crithagra mozambica
- Коноплянка, Linaria cannabina
- Чиж лісовий, Spinus spinus (A)

Родина: Вівсянкові (Emberizidae)
- Вівсянка бурогуза, Emberiza affinis
- Просянка, Emberiza calandra (A)
- Вівсянка садова, Emberiza hortulana
- Вівсянка жовточерева, Emberiza flaviventris
- Вівсянка сірогорла, Emberiza goslingi
- Вівсянка сахарська, Emberiza sahari
- Вівсянка строкатоголова, Emberiza striolata
- Вівсянка-крихітка, Emberiza pusilla (A)